# Sverige i olympiska vinterspelen 1936
Sverige i olympiska vinterspelen 1936.

## Svenska prestationer

### Ishockey
- Sverige – Japan 2 – 0
- Sverige – Storbritannien 0 – 1
- Sverige  - Österrike 1 – 0
- Sverige – Tjeckoslovakien 1 – 4
- Sverige – USA 1 – 2

Sverige kom på en sjätteplats i ishockey.

### Konståkning
- Damer
  - 3 Vivi-Anne Hultén

### Skidor, nordiska grenar
- 18 km
  - 1 Erik Larsson
  - 4 Martin Matsbo
  - 8 Arthur Häggblad
  - 17 Ivan Lindgren
- 50 km
  - 1 Elis Wiklund
  - 2 Axel Wikström
  - 3 Nils-Joel Englund
  - 4 Hjalmar Bergström
- Stafett 4 x 10 km
  - 3 Sverige  (John Berger, Erik Larsson, Arthur Häggblad och Martin Matsbo)
- Backhoppning
  - 2 Sven Eriksson
  - 15 Sixten Johansson
  - 16 Nils Hjelmström
- Nordisk kombination
  - 10 Jonas Westman
  - 39 Holger Lundgren

### Skridsko
- 500 m
  - 18 Axel Johansson
- 1 500 m
  - 29 Axel Johansson
- 5 000 m
  - 26 Axel Johansson
- 10 000 m
  - 22 Axel Johansson

## Samtliga medaljörer

### Bobsleigh
- 2-mans
  - 1 USA
  - 2 Schweiz
  - 3 USA
- 4-mans
  - 1 Schweiz
  - 2 Schweiz
  - 3 Storbritannien